# Andrei Danilowitsch Gotman
Andrei Danilowitsch Gotman (russisch Андрей Данилович Готман; * 1790 im Russischen Kaiserreich; † 1865 in Dresden) war ein russischer Ingenieur und Hochschullehrer.

## Leben
Gotman stammte aus einer englischen Familie. 1810 trat er zum Studium in das gerade gegründete Institut des Verkehrsingenieurkorps in St. Petersburg ein (jetzt St. Petersburger Staatliche Universität für Verkehr). Während des Französisch-Russischen Krieges 1812 wurden von den 16 Studenten des Jahrgangskurses Gotmans 12 zur Armee geschickt, während Gotman mit den anderen drei Studenten im Institut für Arbeiten in St. Petersburg blieb. Gotman arbeitete am Bau der Brücke zur Kamenny-Insel mit, die Ende August 1813 eröffnet wurde.
1813 wurde Gotman zum Professor für Zeichnen und Architektur am Institut des Verkehrsingenieurkorps ernannt. 1816 wurde auf Initiative Agustín de Betancourts in St. Petersburg das Komitee für Wasserbau mit Gotman als Mitglied gebildet. Gotman führte die Arbeiten für den Obwodny-Kanal und für den Bau der Admiralität. 1819–1823 war er mit dem Bau des Gebäudes für das Institut der Verkehrsingenieure beschäftigt. Nach Gotmans Plänen wurden ein Entwässerungskanal auf der Kamenny-Insel und ein Deich auf der Jelagin-Insel gebaut. 1826 wurde Gotman zum Geschäftsführer des I. Verkehrswegebezirks ernannt, zu dem der Ladogakanal, das Wyschni-Wolotschok-Wasserwegsystem, die Wolga von Twer bis Rybinsk und die Chausseen nach Moskau und anderen Städten gehörten.
Darauf wurde Gotman nach Odessa versetzt, um die Bauarbeiten in den Häfen am Schwarzen Meer, am Asowschen Meer und am Don zu leiten.
1834 wurde Gotman als Generalleutnant des Verkehrsingenieurkorps zurück nach St. Petersburg versetzt. 1836 wurde er Direktor des Instituts des Verkehrsingenieurkorps als Nachfolger von Charles Michel Potier. Gotman war weiter an vielen Großbauten beteiligt, so an der Isaakskathedrale, am Wiederaufbau des 1837 ausgebrannten Winterpalasts, an der Anitschkow-Brücke und der Nikolai-Brücke, am St. Petersburger Arsenal und am Gebäude des Finanzministeriums. Gotman war Direktor des Instituts des Verkehrsingenieurkorps nur bis 1843. Sein Nachfolger wurde Valerian von Engelhardt, der eine striktere Ordnung einführte.
Gotman starb in Dresden im Rang eines Ingenieurgenerals.